# For (droit)
Pour les articles homonymes, voir For et Fors.
En droit, le for (du latin « forum », place publique de Rome où siégeait le tribunal) est le tribunal saisi, par un tiers ou par lui-même, d'une affaire. Du for dépend, ratione loci, la loi  (lex fori) qui sera appliquée, donc le résultat potentiel. Ce choix peut donc être déterminant, en droit international privé notamment.

## En droit suisse
En droit suisse, le for, soit la compétence à raison du lieu d'un tribunal, est déterminée par le titre 2 du Code de procédure civile (articles 9 à 46). Il est en principe possible de déroger conventionnellement au for, sauf en cas de for semi-impératif (la partie dite faible ne peut y déroger) ou impératif (aucune partie ne peut y déroger). 
Par exemple, les actions liées à un immeuble sont ouvertes au lieu de situation de celui-ci, tandis que les actions liées à contrat se font au lieu de domicile du défendeur.

## En droit français

### Privilège du for
En droit français, le privilège du for est un avantage selon lequel une certaine catégorie de personnes peut décliner la compétence géographique résultant des règles procédurales de droit commun. Par exemple, en matière civile :
- les magistrats (auxquels sont assimilés les conseillers prud'hommes) ;
- les assesseurs des tribunaux paritaires des baux ruraux ;
- les juges des tribunaux de commerce ;
- les auxiliaires de justice

tiennent de la loi le droit de décliner la compétence de la juridiction dans laquelle ou devant laquelle ils exercent. Ils peuvent demander que l'affaire qui les concerne soit renvoyée devant un tribunal d'un ressort limitrophe (voir art. 47 NCPC).  Cette faculté constitue une sécurité pour celui qui en bénéficie. Il peut donc y renoncer, même tacitement. Ses adversaires ne peuvent se prévaloir de ce privilège qui est personnel. Le tribunal ne peut se dessaisir d'office au profit de la juridiction limitrophe.

### For écclésiastique
Le for ecclésiastique permettait au clergé[Quand ?]de n'être jugé que par un tribunal ecclésiastique. Cette situation créa des abus car certaines professions comportant de nombreux clercs (comme le personnel des universités) furent assimilées au clergé d'Ancien Régime[Quand ?].